# Мукас Варананконг
Мукас (Муказ) Варананконг (*д/н — 1766) — 4-й мвата-ямво (імператор) держави Лунди в 1748—1766 роках.

## Життєпис
Син мватаганда Яава II. Посів трон близько 1748 року. завершився політику попередника Мутеби I з підкорення областей між річками Лубілаші, Замбезі й Касаї.
Для управління південними землями та залежними державами близько 1750 року створив посаду санами (на кшталт генерал-губернатора). Завдяки цьому вдалося посилити тут владу лунди. В результаті до 1760 року створив відповідну посаду санами в області річки Кванго на півночі та на заході з резиденцією в Тензі. Помер 1766 року. Йому спадкував Наведжи I.